# Dynamique sonore
Pour les articles homonymes, voir dynamique.

Schéma de la dynamique sonore

La dynamique sonore d'un signal sonore ou d'une musique est le rapport entre sa sonie (volume perçu) maximale et sa sonie minimale. Dans le cas d'un bruit de fond important, supérieur à la sonie minimale, on considère le rapport entre la sonie maximale du son et la sonie maximale du bruit de fond.
D'une manière générale, la dynamique d'une grandeur est le niveau relatif de ses valeurs maximale et minimale — jamais nulle, en raison du bruit de fond. Elle représente le domaine de variation de la grandeur. La dynamique est une grandeur sans dimension qui s'exprime généralement en décibels (dB).
Dans le domaine de l'acoustique et de l'électroacoustique, la grandeur pertinente est la sonie, c'est-à-dire le niveau sonore ressenti par les êtres humains. Cette grandeur étant difficile à quantifier, on mesure souvent pour simplifier la valeur efficace de la pression acoustique ou celle du signal électrique qui la représente.

## Définitions

### Signal
On appelle signal la variation d'une grandeur dont la détection transmet une information pertinente.
Ce qu'est le signal est une question de point de vue. Généralement, plusieurs signaux sont présents simultanément. La discussion de la dynamique sonore implique que l'on en ait choisi un.

### Dynamique des sources acoustiques

#### Musique
La différence intentionnelle de sonie entre des actions musicales s'appelle la nuance. Elle s'exprime, dans la musique écrite, par des indications qui vont de pianissimo à fortissimo et les signes crescendo et decrescendo. 
La dynamique d'un instrument est la différence entre la sonie la plus forte et la plus faible qu'un musicien puisse produire, qui varie suivant les instruments. Celle d'un clavecin est très faible, contrairement à celle du piano-forte inventé pour permettre d'exprimer des nuances sur un instrument à clavier, celle d'un piano de concert contemporain encore plus importante. ̇Sur un même instrument, elle peut varier suivant le registre, particulièrement pour certains instruments à vent. Il est très difficile de produire une nuance forte sur les notes les plus graves de la flûte traversière, de même que la nuance piano dans l'aigu, même quasiment impossible dans le suraigu, alors que le medium de cet instrument permet une plus large amplitude de nuances. La dynamique dépend aussi en partie des aptitudes de l'instrumentiste.
L'élévation de la pression acoustique s'accompagne d'une variation de la composition spectrale ; cette variation de sonorité participe à l'impression de puissance sonore. Toutes ces caractéristiques font partie du timbre qui permet d'identifier l'instrument. Tous les instruments n'ont pas la même capacité à produire des nuances.
Les instruments, comme sources sonores, se décomposent en trois catégories très différentes du point de vue de leur dynamique propre.
- Dans les instruments à vibration entretenue, au premier rang desquels on peut placer la voix humaine, le son est produit par une succession d'impulsions répétées périodiquement. Il décroît très rapidement après la fin de l'effort pour le produire (souffle, action de l'archet). La dynamique de ces instruments est à peu près égale à leur capacité de nuance.
- Dans les instruments à impulsion unique, comprenant le piano, les instruments à cordes pincées et les percussions, le son décroît lentement, suivant une loi exponentielle, après l'attaque, qui détermine la dynamique musicale, tandis que puisqu'il n'y a pas à proprement parler de son le plus faible, l'instrument n'a pas de dynamique sonore propre. Les caractéristiques du local d'écoute ou du dispositif de prise de son déterminent la dynamique sonore effective.
- Les sources synthétiques, produisant des sons à partir d'algorithmes mathématiques, ont exactement la dynamique du matériel électronique qu'elles utilisent.

La dynamique musicale inclut nécessairement celle des lieux où elle est produite, y compris leur bruit de fond et leur réverbération, qui pour sa part contribue positivement à l'expérience musicale, et rapproche les instruments de ceux à impulsion unique.
La dynamique musicale est donc la proportion entre la sonie maximale produite par l'ensemble musical et le bruit de fond de l'espace d'écoute, y compris amplificateurs si ceux-ci sont utilisés.
En dehors de salles spéciales d'un laboratoire d'acoustique, le niveau de bruit de fond d'une salle est rarement de moins de 40 dB SPL, ne serait-ce que du fait de la présence du public.
L'enregistrement multipiste, avec des microphones proches de chaque source sonore, éventuellement en studio et isolément une par une, rapproche, du point de vue de la dynamique, les caractéristiques des sources acoustiques de celles des sources synthétiques.
On mesure le niveau de bruit de fond d'une bonne salle d'écoute de musique classique, public présent, alors que le chef a réclamé le silence, à 38 dB.
Le niveau maximal de la musique, entendu au milieu du parterre dans le passage le plus fort, est à 122 dB.
La dynamique de cette exécution musicale est de 122 - 38 = 84 dB
Nous avons soigneusement évité de préciser ce qu'on mesure ici. Il serait logique d'appliquer aux pressions acoustiques les algorithmes d'évaluation de la sonie, tant pour les niveaux les plus faibles que pour les niveaux les plus forts. On s'est satisfait jusqu'à présent pour l'essentiel de considérer les niveaux de pression acoustique et de signal électrique correspondant ; cependant dès que l'on rentre dans le détail en se demandant ce que représentent les appareils de mesure, quel est leur temps d'intégration et leur réponse en fréquence, on entre dans des questions non résolues (voir Sonie).

#### Autres sources
La musique a concentré plus de soin et d'attention, mais les réflexions que la diffusion de musique par le disque, la radio et la télévision a nourries sont valides pour les autres types de signal sonore, à ceci près que le premier rôle y est tenu par la voix parlée, plutôt que par la voix chantée et les instruments.
On trouve des problématiques similaires pour les bandes sonores de cinéma.

### Dynamique des programmes et enregistrements
La dynamique d'un programme audiovisuel ou d'un enregistrement musical est le rapport entre le niveau le plus fort et le niveau le plus faible, sur la durée du programme ou de l'enregistrement.
Selon l'objectif de l'évaluation de la dynamique, la définition du niveau peut être très différente.

#### Évaluation technique
Pour une évaluation technique, le niveau est mesuré sur une courte période de temps, très courte pour les maxima (par exemple, 10 ms comme dans les crête-mètres), plus longue pour les minima (par exemple, 300 ms comme pour les VU-mètres).
Cette évaluation devrait montrer une dynamique nettement inférieure à la dynamique de l'ensemble de la chaîne technique de traitement du signal. Le maximum du signal est celui autorisé par les derniers appareils, le minimum technique est l'accumulation des bruits de fond (non corrélés) de chacun des appareils de la chaîne (sauf quand ils sont étouffés par un noise gate). Le minimum du signal expressif, constitué par de la musique, de l'ambiance, de la réverbération, devrait être suffisamment fort pour masquer ce bruit de fond technique. Ce minimum de signal expressif a aussi l'intérêt d'assurer les auditeurs que le media fonctionne.

#### Dynamique psychoacoustique
Pour une évaluation psychoacoustique, le niveau peut être celui de la sonie. C'est le concept de base du processeur développé par CBS dans les années 1980. Le signal est pondéré suivant huit bandes de fréquence et suivant la durée de l'excitation pour chaque bande. Le résultat est intégré avec un temps d'attaque de 120 ms et un temps de relaxation de 730 ms ; ces valeurs représentent une approximation de la sonie à court terme.
La dynamique d'un programme est dans ce cas la différence, en décibels, entre le niveau maximum et le niveau minimum de la sonie à court terme.

#### Comparaison de la dynamique des programmes
La compétition entre programmes pour sonner plus fort aboutissant à une dégradation générale de la qualité technique et à des plaintes des auditeurs, notamment de téléspectateurs ennuyés par l'augmentation du volume sonore perçu pendant les publicités (voir Guerre du volume), les organismes de coordination de l'industrie audiovisuelle ont délaissé les normes sur le niveau qui assuraient seulement le respect de la répartition des fréquences de diffusion en évitant les surmodulations, pour des recommandations qui débouchent sur une véritable régulation de la sonie (loudness).
Ces organismes, Union internationale des télécommunications (UIT ou ITU) et Union européenne de radio-télévision (UER ou EBU) ont adopté un système d'évaluation simplifiée, basé sur des études spéciales sur la réception de la télévision, libre de droits de propriété industrielle (au contraire du système CBS cité ci-dessus), et qui intègre une évaluation de la sonie (loudness) à long terme, sur l'ensemble du programme. Cette méthode inclut une mesure de la crête véritable du signal (true peak level) qui ne peut excéder les capacités du médium, un filtrage qui atténue les basses en dessous de 50 Hz, deux intégrations successives sur des fenêtres rectangulaires de 400 ms et 4 s et une intégration globale avec neutralisation des plages qui sont à moins de 8 dB en dessous de la moyenne.
Ces recommandations incluent une méthode de calcul de la dynamique perçue (loudness range) à partir des mêmes éléments de calcul. Ces données permettent la normalisation de la sonie des programmes successifs dans un canal et des programmes de canaux différents, permettant de passer de l'un à l'autre sans ajuster le volume.

## La fabrication de la dynamique
Les producteurs de programmes, y compris les enregistrements musicaux, sont contraints d'adapter la dynamique. La reproduction d'une dynamique existant à l'origine est impossible, puisqu'aux caractéristiques du local de production sonore s'ajoutent celles du local d'écoute. Pendant longtemps, la dynamique du programme arrivé au consommateur était limitée par le media (disque ou radio). Elle l'est aussi par les conditions d'écoute finale, et par des considérations commerciales.

### Adaptation au matériel
La dynamique du matériel représente une limite pour la dynamique des programmes transmis à travers lui.
La dynamique du disque microsillon est d'environ 45 dB.
Pour graver un enregistrement de musique symphonique dont la dynamique originale est de 87 dB, il faut soit atténuer les parties les plus sonores, en réduisant le gain à ce moment, pour qu'elles ne dépassent pas le niveau maximal admissible en gravure, soit amplifier les parties les plus faibles, de façon à les dégager du bruit de fond du disque. En général, on fait les deux. Cette opération s'appelle la compression. Elle peut s'effectuer en réglant manuellement le niveau. Dans les cas où cet ajustement doit être très rapide, on utilise un compresseur.

### Adaptation au lieu d'écoute
La dynamique effective d'un programme au moment où il est écouté n'est plus celle du moyen de transmission. Au bruit de fond de celui-ci s'ajoute celui du lieu d'écoute. Si la dynamique du programme est trop grande, ses parties les plus faibles seront perdues dans le bruit de fond du local d'écoute.
Le niveau de bruit en cabine d'un avion en vol peut atteindre 78 dB. Les niveaux les plus bas que l'on peut percevoir sans qu'ils soient masqués doivent être approximativement à ce niveau moins 6 dB, tandis que les moments les plus forts ne devraient pas dépasser 90 dB (l'exposition prolongée à des niveaux dépassant 80 dB peut entraîner des lésions de l'oreille interne). Par ailleurs, le programme diffusé par les écouteurs ne doit pas gêner les voisins. La dynamique d'un programme destiné à l'écoute en avion ne peut guère dépasser 18 dB.
Les diffuseurs de films produisent normalement un mixage spécial pour la diffusion en vol.
|           | Cinéma | Salle d'écoute | Salle à manger | Cuisine | Chambre à coucher | Baladeur | Voiture | Cabine d'avion |
| Dynamique | 62 dB  | 48 dB          | 23 dB          | 22 dB   | 20 dB             | 18 dB    | 15 dB   | 12 dB          |

Pour un niveau maximal identique, plus la dynamique du programme est faible, et plus le niveau moyen est élevé. En contrepartie, il est moins possible de mettre en avant des moments forts.
Dans une salle de cinéma où le niveau de bruit de fond ne dépasse pas 40 dB, la bande son peut avoir une dynamique de 70 dB. La sonie des effets et la musique peuvent dépasser nettement celle du dialogue, et les moments calmes peuvent avoir un niveau nettement inférieur, sans paraître vides.
La compression de dynamique permet de réduire la dynamique. On l'utilise en général pour augmenter le niveau moyen.

### Adaptation aux objectifs de communication
En l'absence de règlement ou de consensus amenant les intervenants à respecter une sonie proportionnée entre eux, quand ceux-ci recherchent l'attention d'une audience, le niveau sonore augmente inévitablement : une sonie plus élevée attire plus l'attention. Quand le niveau maximal est limité, cette sonie s'obtient en restant en permanence au plus près de ce niveau maximal et en augmentant la contribution des fréquences auxquelles l'oreille est la plus sensible, vers 2 à 4 kHz, c'est-à-dire en réduisant la dynamique de la sonie.
Pour la diffusion télévisuelle le CSA publie des recommandations « Améliorer le confort d’écoute dès 2012 ».